# Copycat - Omicidi in serie
(Tagline del film.)
Copycat - Omicidi in serie (Copycat) è un film del 1995 diretto da Jon Amiel.

## Trama
Dopo aver tenuto una conferenza sulla psicologia criminale presso un'università locale, la dott.ssa Helen Hudson, rispettata esperta sul campo dei serial killer, viene aggredita nel bagno da uno dei suoi soggetti di studio, Daryll Lee Cullum, che uccide un poliziotto e la attacca brutalmente. Di conseguenza Helen diventa vittima di un esaurimento nervoso che la porta a mischiare farmaci e alcool e gravemente agorafobica, sigillandosi all'interno di un costoso appartamento hi-tech, conducendo tutta la sua vita da dietro lo schermo di un computer aiutata dal suo assistente gay Andy.
13 mesi dopo, a San Francisco due investigatori indagano su un serial killer: la coppia è formata da una donna, Mary Jane Monahan, e dal giovane Ruben Goetz, segretamente innamorato di lei e per questo malvisto dall'ex di lei che lavora nello stesso ufficio. I due chiedono aiuto alla dott.ssa Hudson. Dopo un'iniziale riluttanza, la dottoressa accetta di collaborare con la polizia e scopre che l'omicida riproduce fedelmente le scene del crimine di famosi omicidi del passato seguendo l'ordine in cui lei stessa li aveva presentati nella sua lezione all'università nella notte del suo attacco.
Quando l'assassino le invia una e-mail in cui per pochi istanti si vede il volto della sua prossima vittima, Helen si rende conto d'essere parte del gioco e inizia a sospettare che qualcuno sia entrato in casa sua, nonostante gli agenti di sorveglianza.
Intanto Ruben viene ucciso in un incidente alla stazione di polizia, lasciando M.J. con il cuore spezzato per non aver mai potuto dire a Ruben che lo amava.
Dopo che Andy è stato ucciso in un modo che ricorda Jeffrey Dahmer, Mary Jane deduce che l'assassino sia Peter Foley. Dopo aver condotto un tentativo fallito di catturare Foley a casa sua, Mary Jane scopre che questi ha rapito Helen per riportarla sulla scena del tentativo di omicidio effettuato da Daryll Lee 13 mesi prima e, quindi, ucciderla. Una volta arrivata lì, Mary Jane trova Helen sospesa ad un cappio e imbavagliata: si tiene solo grazie al fatto che poggia i piedi sul water. Alla poliziotta viene tesa un'imboscata e viene colpita da Foley. Mentre Foley si prepara a uccidere Mary Jane, Helen tenta disperatamente di salvarla rovinando la scena del crimine accuratamente replicata da Foley nell'unico modo possibile: tentando di impiccarsi realmente. Foley si fa prendere dal panico e cerca di liberare Helen. Helen quindi scappa sul tetto dell'edificio ma la sua agorafobia si ripresenta. Accettando il suo destino, si gira per affrontare Foley; proprio mentre questi sta per ucciderla, Mary Jane gli spara.
Qualche tempo dopo, Daryll Lee scrive una lettera a un altro serial killer, dandogli istruzioni su come uccidere Helen e rivelando che aveva sempre aiutato Foley.

### Serial killer impersonati
Nel corso del film, il personaggio di Peter Foley ispira i suoi delitti alle figure di celebri serial killer realmente esistiti:
- Albert DeSalvo (noto come lo "strangolatore di Boston")
- Angelo Buono & Kenneth Bianchi (noti come gli "strangolatori di Hillside")
- David Berkowitz (noto come il "figlio di Sam")
- Peter Kürten (noto come "Il vampiro di Düsseldorf")
- Ted Bundy
- Edmund Kemper
- Jeffrey Dahmer

## Produzione
Il film aveva un budget stimato di 20 milioni di dollari.

## Colonna sonora
1. Get Up To This - New World Beat
2. Carabu Party - Steven Ray
3. Techno Boy - Silkski (Jerome Evans)
4. Main Title From 'Copycat'
5. Stick Him Or Shoot Him
6. Housebound
7. Silent Screams
8. Murder's An Art
9. In Darkness
10. Take A Life
11. Next To The Devil
12. Pastoral Horror
13. Silhouette
14. Gallows
15. Butchers and Bakers
16. Panic
17. Who's Afraid
18. Lay Me Down
19. Il barbiere di Siviglia: Largo Al Factotum - Roberto Servile/Failoni Chamber Orchestra/Will Humburg
20. Tosca: Vissi D'arte - Gabriela Beňačková/The Czech Philharmonic Orchestra/Bohumil Gregor

## Accoglienza

### Critica
Il film ha ricevuto, sul sito Rotten Tomatoes, un indice di gradimento del 75%, definendolo "fresco".
Il noto critico Roger Ebert del Chicago Sun-Times ha dato al film 3 stelle e mezzo, dicendo che se ne meritava anche 4.

### Incassi
Il film ha incassato negli Stati Uniti 32.051.917 di dollari, mentre nel Regno Unito ha incassato 2.023.443 di dollari.

## Riconoscimenti
- Saturn Award
  - 1996: Nomination - Miglior colonna sonora
- Cognac Festival du Film Policier
  - 1996: Vinto - Miglior regista a Jon Amiel
  - 1996: Vinto - Menzione speciale per la loro performance a Sigourney Weaver e Holly Hunter